# 河童の妙薬

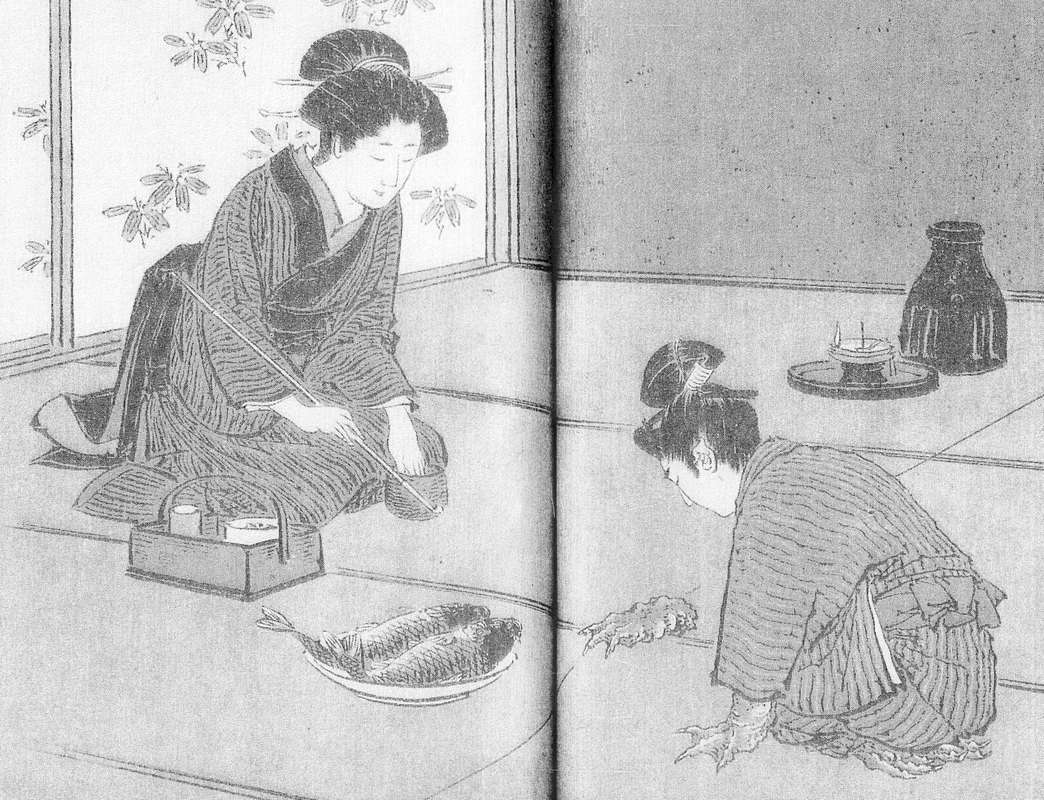
『夜窓鬼談』より「河童」。筑後国（現・福岡県南部）で、悪戯をして手を斬り落とされた河童が、手の返却と引き換えに薬の製法を教える場面。画面右側の少年は河童が化けたものであり、左手が水かきのある手のままである。その手前には切り落とされた手がある。

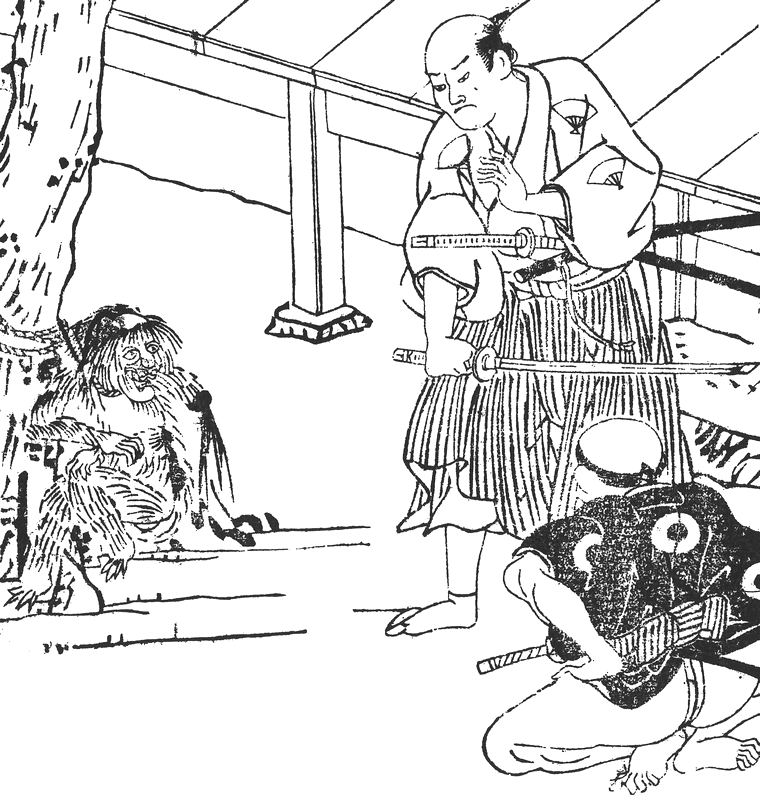
『西播怪談実記』より「河虎骨継の妙薬を伝へし事」。宝永年間、播磨国佐用郡（兵庫県南部）で、馬に悪戯をしようとした河童が馬の主人に懲らしめられる場面。この後に河童は、自分を許した主人に骨接ぎ薬の製法を教える。

河童の妙薬（かっぱのみょうやく）は、日本の妖怪である河童が持つといわれる伝説上の薬。東北、関東、四国など各地に同様の伝説が残されており、『西遊見聞随筆』『利根川図志』などの江戸時代の古書にも記述がある。

## 概要
河童の妙薬の伝説に多くみられるあらすじは、河童が人間や馬に悪戯をし、その人間、もしくは馬の持ち主に懲らしめられ、詫びの印として薬を渡すというものである。河童が悪戯を懲らしめられる際に手を切り落とされ、後にその手を返してもらいに現れ、手を繋ぐ良い薬があるといって、手を返してもらう代わりにその薬を渡したり、調薬の方法を教えたりすることもある。薬の種類には、骨接ぎ、打ち身、熱傷に効く薬などがある。河童は相撲が好きで、怪我が多いためにこうした薬を持っていると考えられ、水の妖怪である河童が金属を嫌う性質から、刃物による切創に効果が高いなどともいわれる。
茨城県小美玉市与沢にある手接神社も、こうした伝説上の河童を祀ったものであり、伝説にちなんで手の負傷や病気に利益があるといわれ、手の治療を願う者は手の形をした絵馬を奉納する風習がある。また、隣町の同県行方市玉造には、この河童が悪戯の際に手を斬り落とされたといわれる川の橋に「手奪橋」の名が残されている。
日本各地の郷土地誌によれば、かつては伝説にちなむ薬が家伝薬として実際に販売されていた。代表的なものとして、茨城県那珂郡大宮町（現・常陸大宮市）の万能家伝薬「岩瀬万応薬」、新潟市の猫山宮尾病院の湿布薬「猫山アイス」等がある。後にはこうした家伝薬の販売はすべて廃れているが、これは薬事法が改正されたため、および明治時代に入って医学が漢方医学から西洋医学へ移行し、薬の販売が売薬本舗から製薬業へ移行したためと考えられている。
悪戯の詫びの際に、河童が薬ではなく骨接ぎの方法を教えるという伝説もあり、骨接ぎで知られる新潟県阿賀野市の猫山病院など、代々続く接骨医が河童から接骨法を伝授されたと称していることも多い。伝説にちなみ、接骨院が河童をシンボルキャラクターに掲げていることもある。

## 類例
変わった類例として、岡山県の郷土史家・岡長平の著書『岡山太平記』に「狸伝膏（ばけものこう）」という話がある。河童ではなくタヌキが人間に悪戯をし、河童の伝説同様に腕を切り落とされ、その腕を返してもらうかわりに骨接ぎの薬を渡すという伝説である。また延宝時代の怪談集『宿直草』にも「たぬき薬の事」と題し、同様に悪戯をしたタヌキが、切り落とされた手と引き換えに妙薬の製法を教える話がある。河童の妙薬の話はこの『宿直草』の時代よりも後に民間に登場しているため、「たぬき薬の事」が改変されて河童の伝説が生まれたとも考えられている。